# In Freundschaft verbunden
In Freundschaft verbunden ist ein US-amerikanischer Liebesfilm aus dem Jahr 1943. Der Film entstand nach dem Theaterstück Old Acquaintance von John Van Druten. Mit Reich und berühmt wurde 1981 eine Neuverfilmung veröffentlicht.

## Handlung
Die preisgekrönte Schriftstellerin Kit Marlowe kommt 1924 wieder in ihren Heimatort. Dort wird sie von ihrer Jugendfreundin Millie begrüßt. Diese ist mittlerweile mit Preston Drake verheiratet und erwartet ihr erstes Kind. Zunächst meidet Millie den Kontakt mit ihrer alten Freundin Kit, worüber diese verärgert ist. Als es schließlich doch zu einem Treffen kommt, erfährt Kit, dass auch Millie schriftstellerische Ambitionen hat. Sie hat einen ersten Roman geschrieben und ist davon überzeugt, dass es ein Bestseller wird. 
Jahre später treffen sich die beiden Frauen erneut wieder. Die Drakes haben eine achtjährige Tochter und Millie hat es mit populären Romanen mittlerweile zu Reichtum gebracht. Nun sind sie nach New York gekommen, um die Premiere von Kit Marlowes neuem Theaterstück zu sehen. Millies Ehe steckt jedoch in einer Krise. Ihr Mann ist gekränkt von Millies großem Erfolg und trinkt regelmäßig. Am Tag der Premiere erzählt Preston Drake Kit, dass er eigentlich sie liebe. Kit weist ihn jedoch zurück mit dem Hinweis, dass Millie immer zwischen ihnen stehen würde. Sie versucht, die Ehe ihrer Freundin zu retten. Doch Preston verlässt Millie und Tochter Deirdre.
Zehn Jahre später stehen die USA im Zweiten Weltkrieg. Kit arbeitet für das Amerikanische Rote Kreuz und sammelt in Radiosendungen Geld. Preston Drake ist nun Soldat und hört diese Radiosendungen. Er ruft Kit an und verabredet sich mit ihr. Kit stimmt zu, schickt aber ihren jungen Liebhaber Rudd Kendall gemeinsam mit Prestons Tochter Deirdre als Überraschung für ihn. Aber auch Preston hat eine Überraschung: Er beabsichtigt, wieder zu heiraten. Am nächsten Tag erhält Rudd seinen Einzugsbefehl zur Armee. Rudd bittet Kit, ihn sofort zu heiraten. Kit weigert sich jedoch wegen des großen Altersunterschiedes der beiden. Rudd ist enttäuscht und trifft sich mit Deirdre. Sie verbringen einen Tag miteinander und verlieben sich.
Preston trifft sich unterdessen mit Millie und berichtet ihr von seinem Wunsch, wieder zu heiraten. Er möchte in Zukunft seine Tochter Deirdre öfter sehen. In diesem Gespräch gesteht er, dass er einst in Kit Marlowe verliebt war. Millie ist erbost und eifersüchtig. Sie erzählt ihrer Tochter Deirdre, dass Kit einst ihren Ehemann stehlen wollte und die Schuld am Scheitern der Ehe trägt. Am Abend berichtet Rudd Kit, dass er sich in Deirdre verliebt hat. Kit ist zunächst schockiert. Dennoch sucht sie Deirdre auf, die nicht mehr gut auf sie zu sprechen ist. Sie kann sie jedoch davon überzeugen, dass Rudd die richtige Wahl für ihre Zukunft sei. Schließlich erkennt auch Millie, dass ihre alte Freundin Kit ihr nicht feindlich gesinnt ist. Sie besucht sie und bittet um Vergebung. Sie beschreibt an diesem Abend ihr neues Buchprojekt über zwei alte Freundinnen. Die beiden Frauen trinken auf das Gelingen dieses Projektes.

## Kritiken
„Oberflächlich an psychologischen und moralischen Problemen vorbeiinszeniert. Bemerkenswert: Bette Davis in einer durch nationales Pathos zusätzlich idealisierten Rolle einer hochherzigen Emanzipierten.“